# Забужье (Львовский район)
Забужье (укр. Забужжя) — село в Каменка-Бугской городской общине Львовского района Львовской области Украины.
Население по переписи 2001 года составляло 1290 человек. Занимает площадь 0,179 км². Почтовый индекс — 80404. Телефонный код — 3254.